# ألبرت يوزبي
أبراهام ألبرت "آل" يوزبي (مواليد 1938) طبيب نساء وتوليد كندي، اشتهر بعمله في مجال الخصوبة البشرية ووسائل منع الحمل الطارئة.
نظام يوزبي، الذي سُمي باسمه، هو طريقة لتقليل حالات الحمل غير المرغوب فيها المحتملة، بما في ذلك الحمل الناتج عن الاغتصاب. نشر أولى الدراسات التي تثبت سلامة وفعالية هذه الطريقة عام 1974.